# 南斯拉夫的農業集體化
南斯拉夫人民共和國在1946年至1952年之間對其農業部門實行了集體化。
根據1946年2月發布的指示，該政策旨在將個人土地所有權和勞動力整合為集體農場（農民工作合作社），南斯拉夫政府遵循蘇聯的模式，有兩種類型的農場，即國營農場和集體農莊。農民的財產在政府的監督下經營，政府所有的國營農場由僱傭的勞動力經營。在歐洲的共產國家中，南斯拉夫的集體農戶中所佔比例僅次於保加利亞。1950年，21.9％的耕地和18.1％的家庭正在集體化。1950年5月的卡津起義是對國家集體化不滿的農民起義，並且是整個1950年代南斯拉夫放棄集體化的一個因素。